# Konrad von Pont († nach 1435)
Konrad von Pont († zwischen 1435 und 1438) war Schöffe und Bürgermeister der Reichsstadt Aachen.

## Leben
Noch bevor er Schöffe wurde, bekleidete Konrad von Pont 1427/28 das Amt des Bürgermeisters gemeinsam mit dem Schöffen Walter Volmer. Wann Konrad von Pont selber Schöffe wurde, ist nicht genau bekannt. 1433 wird er zum ersten Mal als solcher urkundlich erwähnt, er hatte dieses Amt jedoch wohl schon 1430 inne. Konrad von Pont war Mitglied in der „Bockzunft“, der Gesellschaft der Patrizier, in der sich die Gelehrten, Ärzte, Juristen, Kaufleute und Beamte organisiert hatten.
Konrad von Pont und seine Frau Gertrud hatten zwei Kinder, eine Tochter Heilke und einen Sohn Wilhelm. Das Todesdatum Konrads ist nicht bekannt. Am 12. März 1435 ist er das letzte Mal als Schöffe belegt. Am 4. Juni 1438 wird er als verstorben genannt.